# 过饱和
過飽和是指溶液中的溶质含量超过当前温度和压力下该物质饱和溶液中的溶质含量，而仍能存在的现象(不穩定)。该溶液称为过饱和溶液。过饱和也可以指蒸汽中某物质蒸汽压超过该温度和压力下该物质的饱和蒸汽压而不发生相变的现象。该蒸汽称为過飽和蒸汽。高温下的饱和溶液降温或高压下的气体溶液降低压力时有可能形成过饱和溶液，形成的难易程度与溶质与溶剂的性质有关。
过饱和体系处于热力学介稳态，外界条件变化时或长时间静置后会发生相变，转变成该物质的饱和溶液和游离溶质。不同物质的过饱和溶液稳定性不同。搅拌，震荡，加入晶核或杂质等操作会加速此过程。